# Кулак ярости — 1991 2
«Кулак ярости — 1991 2» (иер. трад. 漫畫威龍, англ. Fist of Fury 1991 II) — гонконгская кинокомедия 1992 года, снятая режиссёрами Цо Чунг-Сином и Кори Юэном. Главные роди в картине исполнили Стивен Чоу, Джозефин Сяо, Кенни Би, Шарла Чён. Это продолжение фильма «Кулак ярости — 1991» 1991 года, а также пародия на гонконгские фильмы о боевых искусствах. 

## Сюжет
Лау (Стивен Чоу), победив в финале первой части Чен Вайя (Винсент Вань) наживает себе новых врагов. Ему хочет отомстить боец Чэн Ван-То (Юэнь Ва). Герой Чоу сбегает в материковый Китай, где его берёт к себе в ученики кунгфу-мастер Нгоу Чат (Джозефин Сяо). 

## Интересные факты
- Название фильма отсылает к картине 1972 года «Кулак ярости», главную роль в котором исполнил кумир Стивена Чоу Брюс Ли[3].

- Чоу появляется в желтом спортивном костюме, похожем на тот, который носил Брюс Ли в фильме 1973 года «Выход дракона»[4]. Джозефин Сяо играет героиню в маске, названную в честь цветка, пародирующую Черную Розу[5], популярного персонажа гонконгских фильмов 1960-х годов режиссёра Юэнь Чора[англ.][6].

## В ролях
- Стивен Чоу — Лау Чинг
- Джозефин Сяо — Пион / Нгоу Чат
- Кенни Би — Смарт
- Шарла Чён — Мэнди Фок
- Юэнь Ва[англ.] — Чэн Ван-То
- Наталис Тян[англ.] — Нгоу Пи
- Рикко Чу — Мэдди
- Так Юен — Нго Фэн
- Сиу-Вай Муи[англ.] —  Чу-Чу
- Ку Фэн — отец Чу-Чу